# پتسی روت میلر
پتسی روت میلر (انگلیسی: Patsy Ruth Miller؛ ‏ ۱۷ ژانویهٔ ۱۹۰۴ – ۱۶ ژوئیهٔ ۱۹۹۵) بازیگر اهل ایالات متحده آمریکا بود. وی بین سال‌های ۱۹۲۱ تا ۱۹۷۸ میلادی فعالیت می‌کرد.
از فیلم‌هایی که وی در آن نقش داشته‌است، می‌توان به نمایش نمایش‌ها، نقطه فروپاشی، کوچه هوگان و نقاب سرنوشت اشاره کرد.